# Schladminger Brauerei
Die Schladminger Brauerei ist eine Brauerei in der österreichischen Stadtgemeinde Schladming (Steiermark). Ihr Ausstoß beträgt 30.000 hl jährlich.

## Geschichte

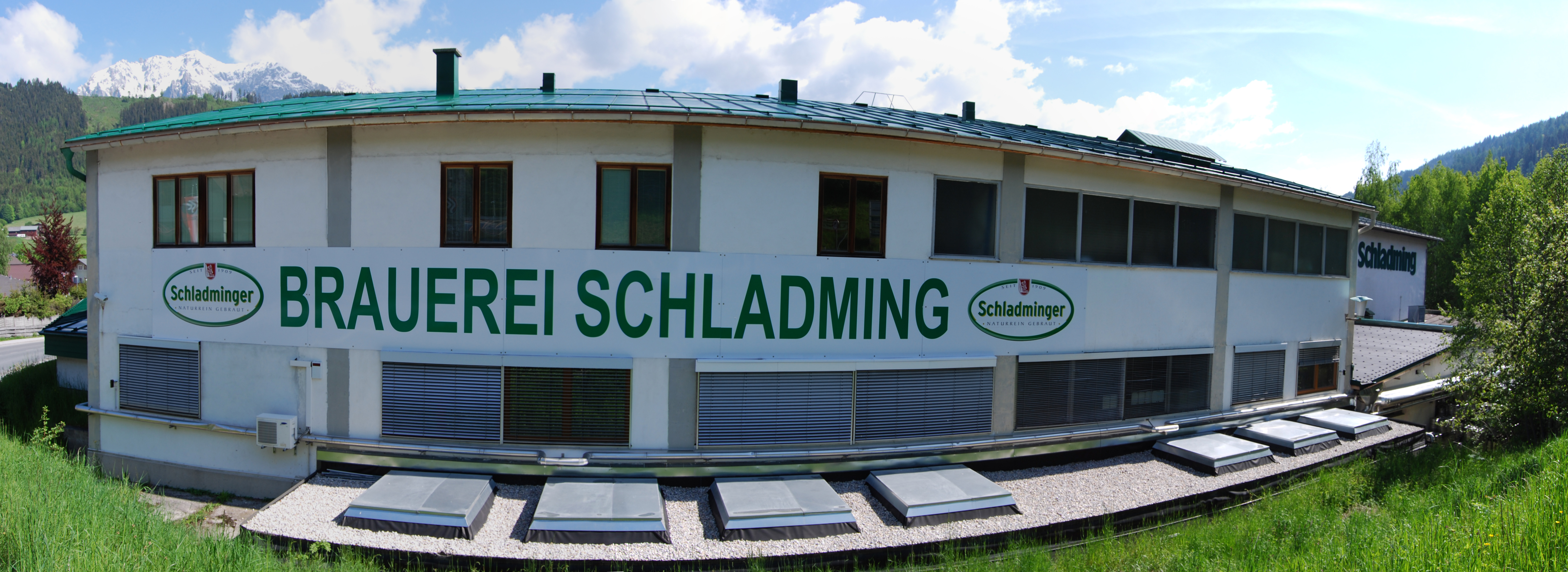
Brauerei Schladming

1909 wurde die erste alpenländische Volksbrauerei als Genossenschaft für eine Produktion von jährlich 20.000 hl gegründet. Bis 1983 stieg der Bierabsatz auf 50.000 hl pro Jahr an. 1994 erfolgte die Umfirmierung in die Schladminger Brau GmbH, 2002 die Übernahme durch die  Brau Union Österreich AG.

## Produkte
Die Produktpalette umfasst die Biersorten Bio Zwickl, Schnee Weiße Bio, Märzen und Sepp. Abgefüllt wird in Fässern und Kronkorkenflaschen.